# Patricia Cordero
Patricia Cordero Beltrán (Majadahonda, 2000) es una violinista española reconocida con numerosos premios, entre otros, el segundo premio internacional de violín Andrea Postacchini de 2018 en Fermo. Ha participado como solista en conciertos en el Auditorio Nacional de Música de Madrid.

## Trayectoria
Cordero inició su formación en violín a los 3 años de edad, estudió en el Conservatorio profesional de Majadahonda hasta 2016, año en el que pasó a la Escuela Superior de Música Reina Sofía para continuar su formación con el profesor Marco Rizzi. Ha participado en clases magistrales de músicos y compositores como Christoph Poppen, Gordan Nikolic, Mauricio Fuks, Zakhar Bron, Latica Honda Rosenberg, Luis Fernando Pérez, Miriam Fried, Silvia Marcovici. Ha sido reconocida con diferentes becas y diplomas tanto a nivel individual como formando parte de grupos de cámara como el cuarteto Óscar Esplá.
Cordero participa en certámenes y conciertos tanto como solista como con grupos, dúos o cuartetos; ha formado dúo con Anne-Sophie Mutter, ha tocado con el grupo Wanderer y con la Orquesta Freixenet. Ganó el primer premio en el concurso de 2013 de Violines por la Paz, en los concursos de 2015 y 2017 de la Ciudad de Vigo, en el concurso de 2015 de Intercentros Melómano Madrid, en el de 2016 y 2017 de solistas del proyecto talentos Orquesta Sinfónica de Madrid, el de 2017 de la ciudad de Liria o el de 2019 premio Francesco Geminiani en Italia.
Como solista, dirigida por Lucas Macías Navarro, Cordero ha tocado con la Orquesta Sinfónica de Castilla y León en el auditorio del Centro Cultural Miguel Delibes de Valladolid, con la Orquesta de cámara Andrés Segovia en el Auditorio Nacional de Música, con la Orquesta Sinfónica de Madrid y con la orquesta Vigo 430. Además ha participado en encuentros y festivales en Santander, Suiza, Austria o Italia.
En 2019 participó con a su cuarteto Óscar Esplá en el programa de RTVE andante con moto. Este mismo año, el cuarteto Óscar Esplá fue galardonado en el XCIV concurso de cámara de juventudes musicales de España con el premio EMCY. El 21 de junio participará como solista en un concierto junto a David Afkham y Alejandro Gómez Pareja en el auditorio nacional de música de Madrid.
Desde septiembre de 2023, Patricia es becaria (miembro de la academia) de la Bayerischen Rundunk Sinfonieorchester.
 

Referencias
1. ↑  Codalario. «Premio internacional para una joven violinista española». www.codalario.com. Consultado el 18 de mayo de 2021.
2. ↑  «MADRID / A+Música y el sentido del mecenazgo, por Michael Thallium». Consultado el 18 de mayo de 2021.
3. ↑  «Alumno | Escuela Superior de Música Reina Sofía». current-page. Consultado el 18 de mayo de 2021.
4. ↑  Donate, Severino (8 de febrero de 2021). «Caminos que llevan a la música: "Quien no se dedica a esto se cree que es más divertido de lo que es"». Cadena SER. Archivado desde el original el 18 de mayo de 2021. Consultado el 18 de mayo de 2021.
5. ↑  «Artista :: Patricia Cordero :: Orquesta Sinfónica de Castilla y León». www.oscyl.com. Consultado el 18 de mayo de 2021.
6. 1 2  ««Jóvenes Solistas Extraordinarios» en el Auditorio Nacional». Melómano Digital - La revista online de música clásica. 21 de enero de 2019. Consultado el 18 de mayo de 2021.
7. ↑  «Andante con moto - 29/06/19». RTVE.es. 29 de junio de 2019. Consultado el 18 de mayo de 2021.
8. ↑  «Fundación Albéniz. Escuela Superior de Música Reina Sofía. La Generación Ascendente». Auditorio Nacional de Música. Consultado el 19 de mayo de 2021.
9. ↑  «BRSO Orchesterakademie: Stipendiat*innen».